# Kulturstiftung des Landes Schleswig-Holstein

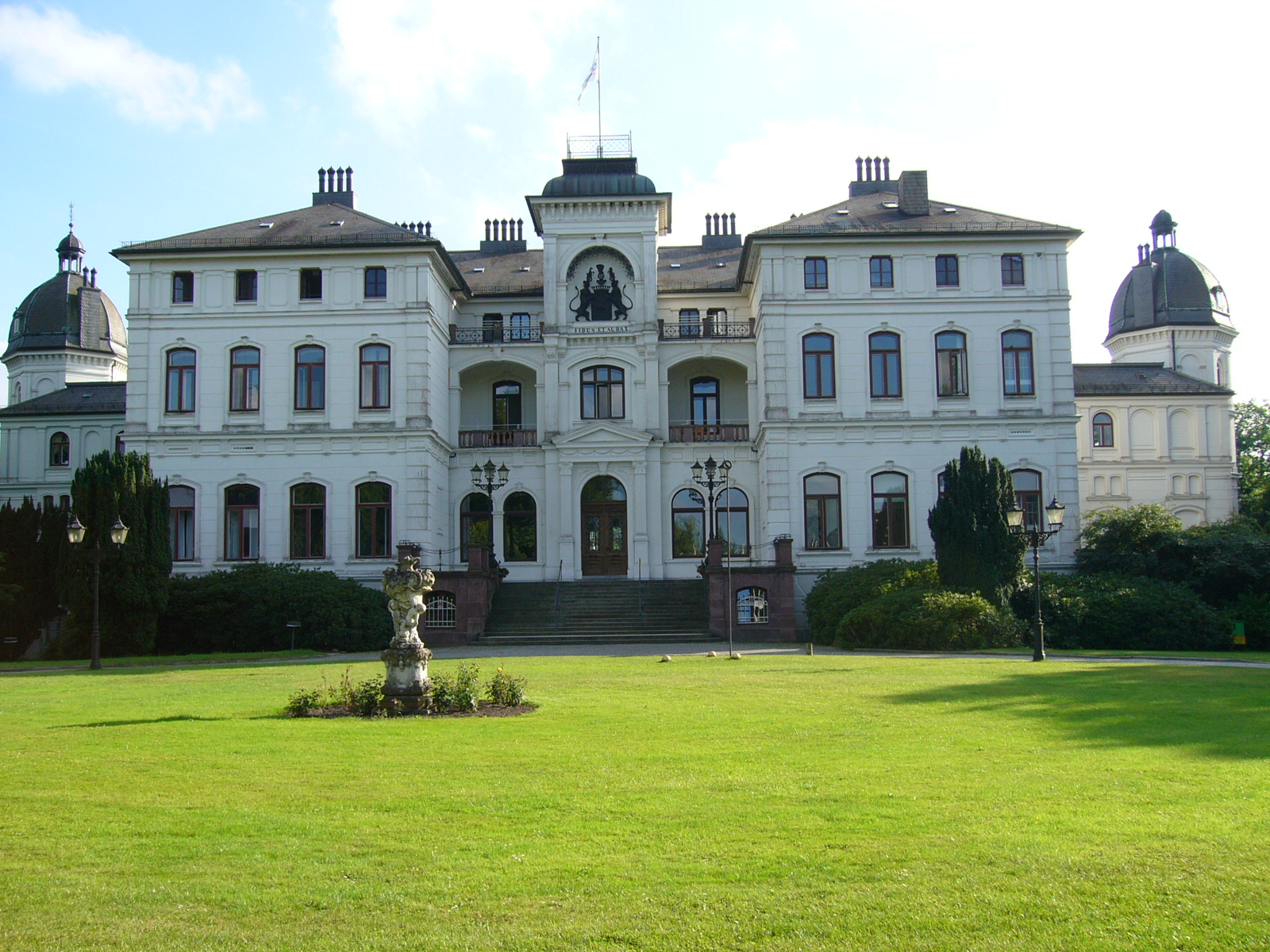
Das Herrenhaus auf Gut Salzau – bis 2011 das Landeskulturzentrum Salzau

Die Kulturstiftung des Landes Schleswig-Holstein wurde 1984 zunächst als Stiftung des bürgerlichen Rechts mit Sitz in der Landeshauptstadt Kiel gegründet.
Zweck der Stiftung ist es, Kulturgüter und Artefakt von herausragender Bedeutung für das Land Schleswig-Holstein zu sichern und die Entwicklung und Stärkung der kulturellen Infrastruktur des Bundeslandes zu unterstützen. Mit Gesetz vom 30. Mai 1995 wurde sie in eine Stiftung des öffentlichen Rechts umgewandelt.
Die Stiftung hatte bis 2011 als Träger das Landeskulturzentrum auf dem Gut Salzau im Kreis Plön betrieben.